# Märta Möller
Märta Möller, född Jonsdotter 9 juni 1860 i Vuku, Norge, död 16 maj 1928 i Undersåkers församling, var en svensk-norsk kvinnosakskvinna. Hon var ordförande för Föreningen för kvinnans politiska rösträtt i Järpen 1911–1921.